# 馬里蘭迪亞
19°24′46″S 40°32′31″W / 19.41278°S 40.54194°W

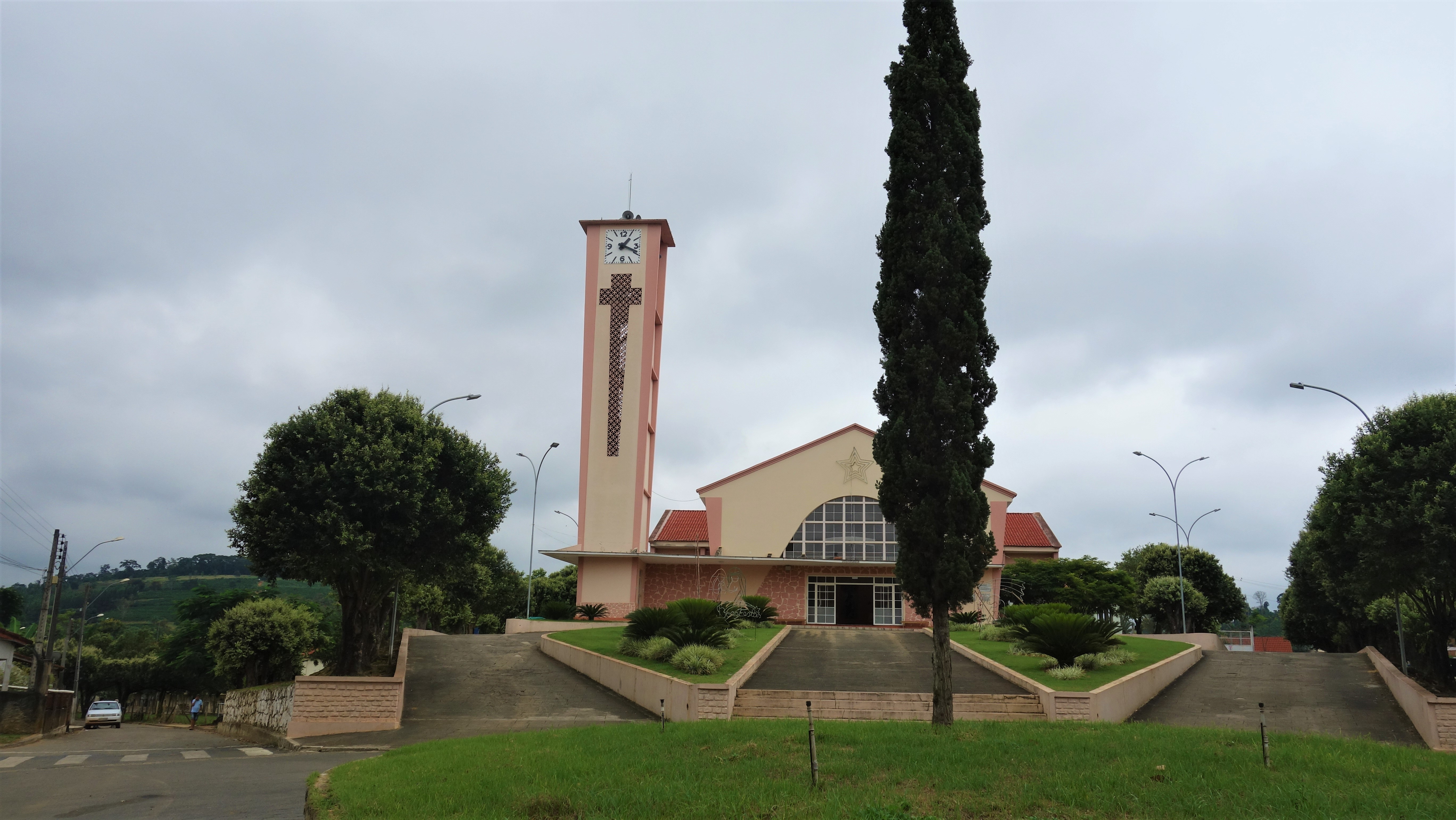
馬里蘭迪亞

馬里蘭迪亞（法語：Marilândia），是巴西的城鎮，位於該國東南部，由聖埃斯皮里圖州負責管轄，始建於1980年5月15日，面積309,446平方公里，2010年人口11,107，人口密度每平方公里35.89人。